# بوژیدار کولاکوویچ
بوژیدار کولاکوویچ (کرواتی: Božidar Kolaković؛ ۸ دسامبر ۱۹۲۹ – ۱۷ اکتبر ۲۰۱۰) بازیکن فوتبال اهل یوگسلاوی بود.
از باشگاه‌هایی که در آن بازی کرده‌است می‌توان به باشگاه فوتبال پارتیزان اشاره کرد.
وی همچنین در تیم ملی فوتبال یوگسلاوی بازی کرده‌است.